# 北中 (所沢市)
北中（きたなか）は、埼玉県所沢市の町名。現行行政地名は北中一丁目から北中四丁目。郵便番号は359-1101。

## 地理
所沢市内の北西部、富岡地区に所属する。
西武池袋線小手指駅の北方に位置し、岩岡町、向陽町、青葉台、小手指町、東狭山ヶ丘、および狭山市南入曽と隣接する。
町域内は、南西から北東の順に一丁目から四丁目が設置されており、農地と住宅地が混在している。
農地は周辺地域と同様に短冊状に区画整理された元禄期の三富の開拓（三富新田）の特色がみられる。また町域南西部を国道463号が通過し、通り沿いにロードサイド店舗が並ぶ。

## 歴史
- 1982年（昭和57年）6月20日 - 大字北中、大字北岩岡、大字北野の各一部から北中1〜4丁目が成立する[5]。同日大字北中は消滅する[5]。

### 地名の由来
- 明治時代に「北野新田」と「中北野新田」を合併し「北中」村が成立[6]。

## 世帯数と人口
2017年（平成29年）9月30日現在の世帯数と人口は以下の通りである。
| 丁目       | 世帯数    | 人口    |
| ---------- | --------- | ------- |
| 北中一丁目 | 245世帯   | 613人   |
| 北中二丁目 | 453世帯   | 1,158人 |
| 北中三丁目 | 954世帯   | 2,209人 |
| 北中四丁目 | 54世帯    | 150人   |
| 計         | 1,706世帯 | 4,130人 |

## 小・中学校の学区
市立小・中学校に通う場合の学区（校区）は以下の通り
| 町丁 | 番・番地  | 小学校                       | 中学校                       |
| ---- | --------- | ---------------------------- | ---------------------------- |
| 北中 | 1丁目     | 所沢市立北中小学校           | 所沢市立北野中学校（北野）   |
| 北中 | 2･3･4丁目 | 所沢市立西富小学校（岩岡町） | 所沢市立向陽中学校（向陽町） |

## 交通

### 鉄道
町内に鉄道は無く最寄駅は、西武池袋線小手指駅。

### 道路
- 国道463号

所沢市都市計画道路3・4・7北野下富線(整備中)
交差点
- 「北中小入口」

バス
- 町域内のバス停は、「北中」。
  - ところバス西路線（航空公園駅/狭山ヶ丘駅西口行き）

## 施設
公共
- 北中公民館
- 東海自治会館
- 三商自治会館
- 東自治会館

教育
- 所沢市立北中小学校

公園・緑地
- 北中運動場[8]
- 武台公園[9]
- 北中公園[10]
- 北中南公園[11]
- 西富子ども広場
- トトロの森 12号地

医療
- 所沢慈光病院

社寺
- 稲荷大明神

## 関連文献
- 「北野村 附北野新田 中北野新田」『新編武蔵風土記稿』 巻ノ158入間郡ノ3、内務省地理局、1884年6月。NDLJP:764001/72。